# Ротман (Юршинці)
Ротман (словен. Rotman) — поселення в общині Юршинці, Подравський регіон‎, Словенія.